# Doce de cidra

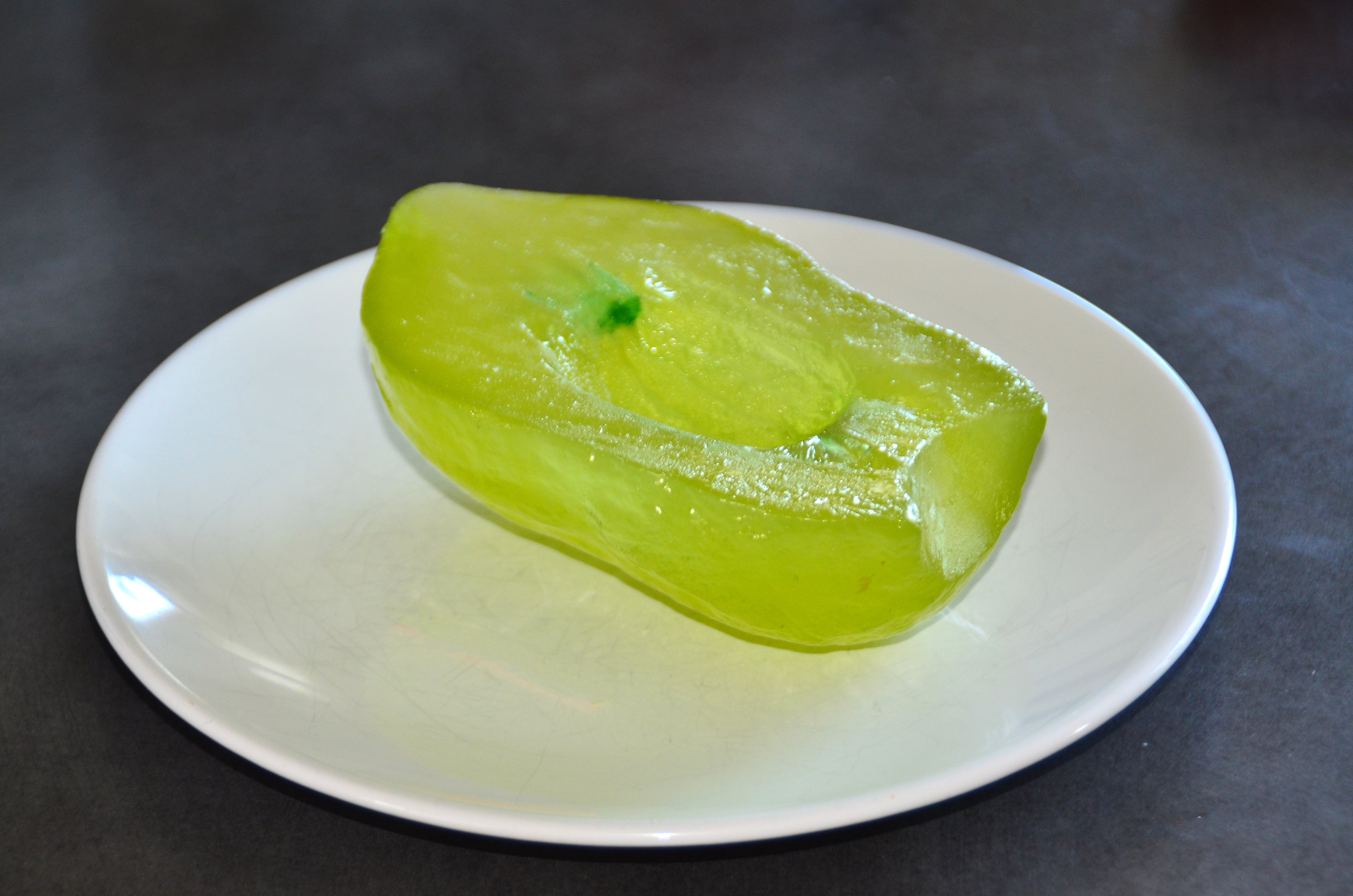
Gomo de cidra, descascada e sem polpa, confitada em calda de açúcar

Doce de cidra é um doce típico da culinária brasileira feito a base de cidra e açúcar, podendo ter também cravo e canela ou erva-doce.
Pode ser apresentado na forma de doce cristalizado, em calda, ralado ou em barra. Além de servir para o consumo direto, o doce pode ser usado na composição de sobremesas, como o pudim de gabinete. Na forma cristalizada, é considerado um doce natalino comum na Itália